# Saint-Denis-d’Authou
Saint-Denis-d’Authou – miejscowość i dawna gmina we Francji, w Regionie Centralnym, w departamencie Eure-et-Loir. W 2013 roku populacja ówczesnej gminy wynosiła 499 mieszkańców. 
W dniu 1 stycznia 2019 roku z połączenia dwóch ówczesnych gmin – Frétigny oraz Saint-Denis-d'Authou – powstała nowa gmina Saintigny. Siedzibą gminy została miejscowość Saint-Denis-d'Authou. 